# Mosteiro de Ajdonovac
O Mosteiro de Ajdonovac (sérvio: Манастир Ајданобац / Manastir Ajdanovac) é um mosteiro sérvio ortodoxo, localizado na aldeia com o mesmo nome de Ajdanovac, nas encostas de Jastrebac, no sudeste da Sérvia. Provavelmente foi construído em algum lugar após a invasão otomana dos Balcãs no ano de 1485. Foi remodelado em 1887 e serviu como freguesia até 1936, altura em que voltou a ser um mosteiro.